# Der Gulp
Der Gulp ist eine vor- und volksschulkindergerechte Gute-Nacht-Geschichte aus dem Jahre 1973 in Zeichentrickform.

## Zusammenfassung
Gulp ist ein kleiner Außerirdischer, der auf einem noch kleineren Planeten lebt. Dieser Planet ist so klein, dass er, wenn er versucht, mit einem Ball zu spielen, direkt auf den Planeten Erde fällt. Auf der Erde trifft Gulp seinen besten Freund, den jungen Gustav, der ihm die Bräuche und Lebensweisen auf diesem Planeten beibringt, die für den kleinen Außerirdischen so anders sind.
Allerdings ist in dieser neuen Welt nicht alles gut – die Erwachsenen, die mit dem kleinen Gulp in Kontakt kommen, sind fasziniert von seinen außerirdischen Eigenschaften und versuchen, ihn für sich zu entführen, scheitern jedoch. Diese Menschen reichen von Astronomen, die der Welt beweisen wollen, dass Außerirdische existieren, bis hin zu Zoodirektoren, die vor allem ein Weltraumlebewesen neben Tieren ausstellen wollen.

## Produktion
Die Zeichentrickserie wurde von 1970 bis 1973 von der Bavaria Atelier (heute Bavaria Film) produziert. Insgesamt wurden 19 Folgen produziert. Regie führte Werner Hierl.

## Historischer Zusammenhang
Kindheitsbücher aus den 1960er Jahren beschäftigten sich vielfach mit den Themen Weltraum, Raketen oder auch Mondlandung. Ausgelöst wurde dieses „Weltraumfieber“ durch die ersten Versuche der Sowjets, ab 1957 mit unbemannten Raketen in den Weltraum vorzudringen. Aus dieser Epoche stammt auch die Idee zu diesem Kindermärchen.

## „Gulp will Wissen“
Produzierte das Bavaria Atelier für den WDR eine Mini-Dokumentarserie mit dem Titel „Gulp will Wissen“. Es ist eine Mischung aus Live-Action und Animation und erklärt wissenschaftliche Phänomene und andere Kuriositäten anhand zweier Kinder. In der Zwischenzeit kommentiert oder macht der kleine Gulp, eine animierte Außerirdische, kleine visuelle Gags zum besprochenen Thema. Drehbuch von Christa-Maria Bandmann.

## Gulp auf der ganzen Welt
Die Zeichentrickserie wurde in mehreren Ländern gezeigt, geriet jedoch im Laufe der Jahre in Vergessenheit. Zu den Ländern, in denen die Serie gezeigt wurde, gehören:
- Frankreich – Der einfach „Gulp“ genannte Zeichentrickfserien wurde zwischen 1975 und 1979 auf dem Fernsehsender TF1 gezeigt.[5]
- Argentinien – Die dort als „Gullt, mi Amigo el Pequeno Extraterrestre“ bekannte Zeichentrickserie wurde in den 90er Jahren im Land auf VHS-Kassetten verkauft, die von SVI (Sociedád Video Indepediente) vertrieben wurden.[6]
- Brasilien – Dort bekannt als „Gulp no Planeta Terra“, erschien es in den 90er Jahren selten in der Kindersendung Glub-Glub.[1][7]
- Österreich – Die Ausstrahlung erfolgte mit gleichem Titel und deutscher Originalsynchronisation im ORF. Sie wurde zeitgleich mit den deutschen Ausstrahlungen der Zeichentrickserie in den 1970er Jahren gezeigt.[8][9]

## Verfügbarkeit
Eine einzelne Episode, Folge 7 vom 10. Juni 1973, liegt dem Österreichischen Werbemuseum vor. Darin spielt der Gulp mit seinem Erdenfreund, dem ein Blumentopf auf den Kopf fällt, und sie müssen ins Spital. In der Zwischenzeit kommt der Gulp auf die Idee, in den Röntgenapparat zu kriechen. Während sein Erdenfreund verarztet wird, bemerkt ein weiterer Arzt das tolle Innenleben des außerirdischen Buben und will den Gulp sofort einbehalten; der kann aber mit seinem Erdenfreund noch türmen und fliegt wieder retour auf seinen kleinen Planeten.